# Christoph Gutenbrunner
Christoph Gutenbrunner (geboren 1954 in Freiburg im Breisgau) ist ein deutscher Arzt.

## Leben und Wirken
Nach dem Medizinstudium in Marburg und Gießen, erfolgte die Promotion und die Habilitation in Marburg. Als Facharzt für Physikalische und Rehabilitative Medizin wurde Gutenbrunner im Jahr 1995 zum Universitätsprofessor für Balneologie und Medizinische Klimatologie an die Medizinische Hochschule Hannover berufen. Zudem war er zeitweise Gastprofessor an der Universität in Graz sowie Leiter des Instituts für Rehabilitationsmedizin und Balneologie in Bad Wildungen. Von 2007 bis zu seiner Emeritierung 2022 war Gutenbrunner Chefarzt und Abteilungsleiter der Klinik für Rehabilitationsmedizin der Medizinischen Hochschule Hannover.
Neben seinem hochschulpolitischen Engagement an der MHH, insbesondere als Schirmherr des Programms „Integration sprachlicher und interkultureller Einstieg in das Studium an der MHH“ (IsiEmhh), aber auch als Mitglied der Kommission für Gute Wissenschaftliche Praxis, Mitglied der Kommission für Forschungsethik und Mitglied der Studienkommission, war Gutenbrunner von 2001 bis 2003 sowie von 2017 bis 2019 Präsident der Deutschen Gesellschaft für Physikalische Medizin und Rehabilitation. Er war Präsident der Global Rehabilitation Alliance der WHO, ist Präsident des Rehabilitation international-Verbands und Vizepräsident der Medizinisch-Wissenschaftlichen Allianz für Rehabilitation und Mitherausgeber des Journal Rehabilitation Medicine. Zudem ist er Fellow der Royal College of Physicians (London) (FRCP), Senior Fellow der European Board of Physical and Rehabilitation Medicine (SFEBPRM) und Mitglied der European Academy of Rehabilitation Medicine. Des Weiteren ist Gutenbrunner als Sachverständiger für die Erstellung von Prüfungsaufgaben für den Zweiten Abschnitt der Ärztlichen Prüfung beim Institut für Medizinische und Pharmazeutische Prüfungsfragen (IMPP) aktiv.
Gutenbrunner hat Gastprofessuren an der University of Antiochia in Medellin (Kolumbien) und der Universitas Padjadjaran in Bandung (Indonesien) inne.

## Schriften (Auswahl)
- Muskeltraining und Muskelüberlastung. Dokumentation Arbeitswissenschaften Band 22. O. Schmidt, Köln 1990, ISBN 978-3-504-65626-3.
- mit Gunther Hildebrandt: Handbuch der Heilwasser-Trinkkuren. Sonntag, Stuttgart 1994, ISBN 978-3-87758-015-8.
- mit Gunther Hildebrandt (Hrsg.): Handbuch der Balneologie und medizinischen Klimatologie. Springer, Berlin u. a. 1998, ISBN 3-540-60534-7.
- mit Georg Weimann (Hrsg.): Krankengymnastische Methoden und Konzepte. Therapieprinzipien und -techniken systematisch dargestellt. Springer, Heidelberg 2004, ISBN 3-540-43524-7.
- mit Jean-Jacques Glaesener: Rehabilitation, physikalische Medizin und Naturheilverfahren. Springer, Heidelberg 2007, ISBN 978-3-540-33411-8.
- mit Christian Heckmann (Hrsg.): Funktionelle Hygiogenese. Grundlage der adaptiven Normalisierung. VAS, Bad Homburg 2013, ISBN 9783888644900.